# Yūki Okamoto
Yūki Okamoto (japanisch 岡本 勇輝 Okamoto Yūki; * 10. Juni 1983 in der Präfektur Gunma) ist ein ehemaliger japanischer Fußballspieler.

## Karriere
Okamoto erlernte das Fußballspielen in der Universitätsmannschaft der Ryūtsū-Keizai-Universität. Seinen ersten Vertrag unterschrieb er 2006 bei Mito HollyHock. Der Verein spielte in der zweithöchsten Liga des Landes, der J2 League. Für den Verein absolvierte er 15 Ligaspiele. Danach spielte er bei FC Ganju Iwate und Fukushima United FC.